# Amerić
Amerić (em cirílico:Амерић) é uma vila da Sérvia localizada no município de Mladenovac, pertencente ao distrito de Belgrado, nas regiões de Šumadija e Kosmaj. Possuía uma população de 807 habitantes segundo o censo de 2002.

## Demografia
| 1948  | 1953  | 1961  | 1971 | 1981 | 1991 | 2002 |
| ----- | ----- | ----- | ---- | ---- | ---- | ---- |
| 1 032 | 1 039 | 1 008 | 925  | 882  | 866  | 827  |